# Homoneura intereuns
Homoneura intereuns är en tvåvingeart som först beskrevs av Walker 1856.  Homoneura intereuns ingår i släktet Homoneura och familjen lövflugor. Inga underarter finns listade i Catalogue of Life.